# Threshold Entertainment
Threshold Entertainment — частная компания и продюсерский центр, занимающийся управлением интеллектуальной собственностью и производством фильмов. Расположена в Голливуде. Ларри Касанов является исполнительным директором компании (ранее) в качестве президента для Lightstorm Entertainment, компании, которую он основал с предпринимателем и кинорежиссером Джеймсом Кэмероном.
Компания занимается разработкой, управлением, продюсированием и выпуском интеллектуальной собственности различного вида, включая полнометражные киноленты, телевизионные шоу, сценические постановки, мультфильмы, видеоигры и веб-сайты. К наиболее известным брендам, по которым Threshold выпускала свои продукты, к которым относятся Mortal Kombat, Mr. Clean, M&M's, Twinkie the Kid, The Sunday Comics, а также множество других брендов. К одному из их громких проектов относится также невышедший анимационный фильм Foodfight!.

## Фильмы студии

### Тематические фильмы
Justice League: Alien Invasion 3D (фильм)

### Фильмы
- 1995 — Смертельная битва (фильм)
- 2000 — Смертельная битва: Федерация боевых искусств (видео)

### Вклады в другие творчества
- 1998 — Я всё ещё знаю, что вы сделали прошлым летом (фильм)
- 1998 — Факультет (фильм)
- 1999 — Догма (фильм)
- 2000 — Большой выдумщик Эдвард Фудваппер (фильм)
- 2000 — Смертельная битва: Федерация боевых искусств (видео)
- 2000 — Очень страшное кино (фильм)
- 2001 — Джей и Молчаливый Боб наносят ответный удар (фильм)
- 2004 — Человек-паук 2 (фильм)
- 2004 — Свидание со звездой (фильм)